# Boi-1da
Boi-1da (prononcé « boy wonda »), de son vrai nom Matthew Samuels, né le 16 octobre 1986 à Kingston, Jamaïque, est un producteur de hip-hop canadien. Durant sa carrière, il produit pour des musiciens et groupes comme notamment Clipse, The Diplomats, Drake, Eminem, Jay-Z, Joe Budden, G-Unit, Nicki Minaj, k-os, Das Racist, Lecrae, Nas, Bizzle, Talib Kweli, Saukrates, et Kendrick Lamar. Il collabore également avec d'autres producteurs comme The Maven Boys, Stephen « Koz » Kozmeniuk, Vinylz et Allen Ritter.

## Biographie
Né en Jamaïque, il déménage à l'âge de cinq ans à Toronto, au Canada. Il grandit alors dans le quartier de Scarborough, puis vit quelque temps à Ajax, Ontario, dans la municipalité régionale de Durham. À l'âge de 8 ans, sa mère lui achète un synthétiseur Casio. Puis il se lance sur le logiciel musical FL Studio à 15 ans, sans avoir eu de formation musicale. Quelques années plus tard, il remporte consécutivement trois fois la Battle of the Beatmakers.
Bien qu'il utilise souvent des samples, il incorpore dans sa musique beaucoup d'instruments. Il se fait tout d'abord connaître en collaborant avec des artistes canadiens comme Kardinal Offishall et Drake. En 2009, il produit ainsi le tube de Drake Forever en featuring avec Kanye West, Lil Wayne et Eminem. Il produit ensuite le premier single de l'album Recovery d'Eminem, Not Afraid.
Dr. Dre participe au remix de Set It Off de Kardinal Offishall, produit par Boi-1da. Dans un entretien avec FLOW 93.5, Boi-1da révèle travailler sur des beats de l'album Detox de Dr. Dre, prévu pour 2011. Il annonce par la suite collaborer avec Sean Garrett et les Jonas Brothers en studio. En avril 2011, Boi-1da est confirmé pour le deuxième album de Drake, Take Care.
Le 8 janvier 2016, Kanye West publie une chanson intitulée Real Friends qui crédite Boi-1da.